# 실증경제학
실증경제학(Positive Economics)은 '경제란 무엇인가'를 연구하는 학문 분야이다. 경제적 현상들을 서술하고 설명하는 것과 관계된 경제학의 가지(the branch of economics that concerns the description and explanation of economic phenomena)이다. 이와 다르게 규범 경제학(Normative Economics)은 '경제란 어떻게 되어야 하는가'를 연구한다.

## 같이 보기
- 여성주의 경제학
- 규범 경제학
- 수요와 공급